# Större kortvinge
Större kortvinge (Heinrichia calligyna) är en fågel i familjen flugsnappare inom ordningen tättingar.

## Utseende och läte
Större kortvinge är en långbent flugsnapparliknande fågel. Hanen är mestadels mörkblå, med svartare ansikte. Honan uppvisar en diagnostisk vit suddig fläck mellan ögat och näbben. Fjäderdräkten i övrigt skiljer sig åt geografiskt, med rostrött på strupe och bröst i sydost och norr, men bara på strupen i centrala delen av utbredningsområdet. Ungfåglarna är brunblå med ljust streckning på bröstet. Sången består av en långsam, trastlik melankolisk melodi som består av flera darrande toner.

## Utbredning och systematik
Större kortvinge förekommer enbart på Sulawesi i Indonesien. Den delas in i tre underarter med följande utbredning:
- calligyna-gruppen
  - Heinrichia calligyna calligyna – förekommer på berget Mount Latimojong (södra centrala Sulawesi)
  - Heinrichia calligyna picta – förekommer i bergsområdena i Mekonga Berg (sydöstra Sulawesi)
- Heinrichia calligyna simplex – förekommer i bergsområdena i Tentolo-Matinan (nordöstra halvön på Sulawesi)

Sedan 2016 urskiljer Birdlife International och naturvårdsunionen IUCN simplex som den egna arten "minahassakortvinge". 

### Familjetillhörighet
Större kortvinge ansågs fram tills nyligen liksom bland andra stenskvättor, rödstjärtar och buskskvättor vara små trastar. DNA-studier visar dock att de är marklevande flugsnappare (Muscicapidae) och förs därför numera till den familjen.

## Levnadssätt
Större kortvinge är en skygg, marklevande fågel som bebor undervegetation i bergsskogar. Den ses på eller nära marken, vanligen nära steniga forsar.

## Status
IUCN bedömer hotstatus för underartsgrupperna, eller arterna, var för sig, båda som livskraftiga.

## Namn
Fågelns vetenskapliga släktesnamn hedrar Gerhardt "Gerd" Hermann Heinrich (1896-1984), en polsk-tysk fältentomolog, zoolog och samlare av specimen.